# Resolutie 494 Veiligheidsraad Verenigde Naties
Resolutie 494 van de Veiligheidsraad van de Verenigde Naties werd unaniem aangenomen op 11 december 1981.

## Achtergrond
Javier Pérez de Cuéllar was een Peruaans diplomaat die onder andere ambassadeur was in Zwitserland en de Sovjet-Unie en later ook bij de Verenigde Naties. Hij werd verkozen tot secretaris-generaal als opvolger van Kurt Waldheim.
In 1986 werd hij verkozen voor een tweede ambtstermijn tot en met 1991 waarna hij werd opgevolgd door Boutros Boutros-Ghali.

## Inhoud
De Veiligheidsraad:
- Heeft de kwestie over de aanbeveling in verband met de nominatie van de secretaris-generaal van de Verenigde Naties bestudeerd.
- Beveelt de Algemene Vergadering aan Javier Pérez de Cuéllar te nomineren voor secretaris-generaal voor een mandaat van 1 januari 1982 tot 31 december 1986.

## Verwante resoluties
- Resolutie 306 Veiligheidsraad Verenigde Naties (1971)
- Resolutie 400 Veiligheidsraad Verenigde Naties (1976)
- Resolutie 589 Veiligheidsraad Verenigde Naties (1986)
- Resolutie 720 Veiligheidsraad Verenigde Naties (1991)

Lijst ·  485 ·  486 ·  487 ·  488 ·  489 ·  490 ·  491 ·  492 ·  493 ·  494 ·  495 ·  496 ·  497 ·  498 ·  499